# Орлов, Михаил Васильевич
Михаил Васильевич Орлов (28 августа 1875 — 1939) — полковник Российской императорской армии; участник Первой мировой войны; кавалер 7 орденов (среди них орден Святого Георгия 4-й степени) и обладатель георгиевского оружия.

## Биография
Родился 28 августа 1875 года в Симбирской губернии в семье потомственного почётного гражданина. По вероисповеданию — православный. Окончил Сызрвнское реальное училище.
В Российской императорской армии с 30 июля 1894 года. Начал службу в чине вольноопределяющегося 1-го разряда и был определен в Новоингерманландский 10-й пехотный полк. Окончил Московское пехотное юнкерское училище, откуда был выпущен 12 августа 1896 года подпоручиком с определением в 47-ю артиллерийскую бригаду, служил в 3-й батареи. С 26 октября 1897 года по 1 апреля 1898 года был преподавателем бригадной учебной команды. 1 января 1898 года бригада была переименована  в 44-ю артиллерийскую бригаду. С 1 октября 1898 года. С 1 октября 1898 года по 25 октября 1902 года был делопроизводителем 3-й батареи. 12 августа 1900 года получил чин поручика. С 26 июля 1902 года по 26 января 1903 года был членом бригадного суда. 25 октября 1902 года был назначен бригадным казначеем, а 23 октября следующего года был утвержден в этой должности. 12 июля 1904 года был отчислен от должности бригадного казначея с назначением младшим офицером 6-й батареи. 31 июля 1904 года был назначен исполняющим должность адъютанта начальника управления артиллерии 8-го армейского корпуса по хозяйственной части. 29 июля 1904 года получил чин штабс-капитана. 31 августа 1910 года был отчислен от должности старшего адъютанта начальника управления артиллерии с назначением в 42-ю артиллерийскую бригаду. 28 августа 1908 года получил чин капитана. 21 декабря 1910 года был назначен заведующим хозяйственной части. 2 апреля 1914 года был назначен заведующим бригадной учебной командой.

## Награды
- Орден Святого Георгия 4-й степени (13 марта 1915)[1][2];
- Георгиевское оружие (21 ноября 1915)[1][2];
- Орден Святого Владимира 3-й степени с мечами (28 сентября 1916)[1][2];
- Орден Святого Владимира 4-й степени с мечами и бантом (1915)[1][2];
- Орден Святой Анны 2-й степени с мечами (16 июля 1916)[1][2];
- Орден Святой Анны 3-й степени (6 декабря 1909) с мечами и бантом (26 января 1916)[1][2];
- Орден Святого Станислава 2-й степени (6 декабря 1910) с мечами (5 июня 1915)[1][2];
- Орден Святого Станислава 3 степени (15 мая 1905) с мечами и бантом (14 октября 1916)[1][2];
- Высочайшее благоволение (16 ноября 1915)[1][2];